# Benoît Brisefer : Les Taxis rouges
Pour la bande dessinée, voir Benoît Brisefer.
Pour plus de détails, voir Fiche technique et Distribution.
Benoît Brisefer : Les Taxis rouges est un film franco-belge écrit et réalisé par Manuel Pradal, sorti en 2014.
Il s'agit de l'adaptation de la bande dessinée Les Taxis rouges, première histoire de la série Benoît Brisefer, de Peyo (1960).

## Synopsis
À première vue, rien ne distingue Benoît Brisefer, dix ans, des autres petits garçons de son âge. Pourtant, Benoît est doué d'une force étonnante! Tous les brigands qu'il croise sur son chemin en sont pour leurs frais.  Mais hélas, personne n'est parfait… Dès qu'il s'enrhume, Benoît perd ses extraordinaires aptitudes physiques. Aussi n'enlève-t-il jamais l'écharpe de laine qu'il porte autour du cou ! Courageux et très volontaire, il n'hésite pas une seconde à passer à l'action pour défendre ses amis.
Aussi, lorsque Poilonez - un escroc notoire - et sa bande de malfrats s'en prennent à M. Dussiflard, son ami chauffeur de taxi, Benoît met tout en œuvre pour déjouer leurs plans…  Ensemble, ils vivront de nombreuses aventures qui les emmèneront notamment sur une île déserte où ils rencontreront Arsène Duval, PDG d'une banque, qui vit tel un « Robinson Crusoé » ravi d'avoir quitté la civilisation.

## Fiche technique
Sauf indication contraire, les informations mentionnées dans cette section peuvent être confirmées par les bases de données cinématographiques  présentes dans la section « Liens externes ».
- Titre original : Benoît Brisefer : Les Taxis rouges
- Réalisation : Manuel Pradal
- Scénario : Thierry Clech, Thierry de Ganay, Ivan Guyot, Manuel Pradal et Jean-Luc Voulfow, d'après la bande dessinée Les Taxis rouges de Peyo
- Musique : Maxime Desprez et Michael Tordjman
- Direction artistique : Sergio Costa et Thierry Flamand
- Décors : Augusto Mayer et Thierry Flamand
- Costumes : Nathalie Leborgne
- Photographie : Antoine Roch
- Son : Pedro Melo
- Montage : Philippe Bourgueil, Hugues Darmois, Fabrice Grange et Alice Langlois
- Production : Thierry de Ganay
- Production associée : Mathieu Rouget et Michel Taittinger
- Sociétés de production : Lambart Productions ; Acajou Films, NovoArturo, La Compagnie Cinématographique et Panache Productions (coproductions)
- Société de distribution : The Walt Disney Company France
- Budget : 8,81 millions d’euros[1]
- Pays de production :  France /  Belgique
- Langue originale : français
- Format : couleur - Cinemascope - 2.35:1
- Genre : comédie familiale
- Durée : 76 minutes
- Dates de sortie :
  - Belgique, France : 17 décembre 2014

## Distribution
- Léopold Huet : Benoît Brisefer
- Jean Reno : Hector Poilonez
- Gérard Jugnot : Jules Dussiflard
- Thierry Lhermitte : Arsène Duval
- Hippolyte Girardot : le Commissaire
- Evelyne Buyle : Madame Adolphine
- Jean-Michel Balthazar : le chauffeur de taxi impoli
- Michelangelo Marchese : Tino
- Laurent Ingels : la doublure Toni d'Antonio

## Production

### Développement
En septembre 2011, à la suite de l'adaptation américaine réussie du film Les Schtroumpfs (The Smurfs) sur grand écran (box-office de $563.7 millions dans le monde), le réalisateur britannique Stefan Schwartz annonce vouloir adapter la célèbre série de bande dessinée franco-belge Benoît Brisefer créée par le même auteur Peyo et vendue alors à près de 9 000 000 exemplaires dans le monde, sur un scénario de Michel Delgado.
Début 2013, Thierry de Ganay, producteur de Lambart Productions, se charge de cette adaptation sous l’œil attentif de de Véronique Culliford, fille du créateur du personnage de Benoît Brisefer Peyo, ainsi que de sa famille. Pour commencer, la production décide de choisir la première histoire de la série : Les Taxis rouges, parue en 1960 dans l'hebdomadaire de bande dessinée belge Spirou.
Le projet de film est également soutenu par les productions belges, La Compagnie Cinématographique et Panache Productions, ainsi qu'Acajou Films pour la France. La distribution est assurée par The Walt Disney Company France.

### Distribution
Pour le rôle de Benoît Brisefer, le réalisateur Manuel Pradal opte pour le jeune Léopold Huet, parmi plus de trois cents candidats.

### Tournage
Le tournage commence en septembre 2013, à Lisbonne, ainsi que quelques villes non loin de la capitale du Portugal pour les transformer en petite ville française.

## Accueil

### Sortie nationale
La sortie du film, initialement prévue pour le 22 octobre 2014[réf. souhaitée], est finalement reportée au 17 décembre de la même année[réf. souhaitée]. Lourd échec commercial, le film est rapidement retiré de l'affiche[réf. souhaitée].

### Accueil critique
Le film reçoit un plutôt bon accueil critique avec une note de 3 étoiles sur 5 sur Allociné.

### Box-office
- Box-office France[5] : 73 750 entrées
- Box-office Belgique : 21 154 entrées